# Обласно-специфичан језик забаве
Обласно-специфичани језици забаве су група обласно-специфичних језика који се користе за описивање компјутерских игрица или окружења, или потенцијално коришћени за другу забаву као што је видео или музика.

## Језици игрица
- Прошириви графички генератор игрица - језик који се користи за генерисање игрица [1]
- Зилиони игрица - за игрице базиране на решеткама
- ЈВИ Језик видео игрица [2]
- Пј-ОЈВИ Пајтон описни језик видео игрица [3]
- Луди описни језик игрица [4]
- Описни језик игрица [5]
- Генерални описни језик игрица за непотпуну информацију[6]
- Светски описни језик [7]
- Унрилскрипт
- ИграХМЛ[8]
- Хсонку[9]
- Језик карташких игара[10]
- Описини Језик карташких игара[11]
- Описни језик стратешких игрица[12]
- Станфорд Гамут - програм командне линије за генерисање игрица [13]

## Интерактивна фикција
- Информ 7
- Зорк имплементациски језик — коришћен од стране инфокома
- ТАРС — Текстуална авантура развојни систем
- Рен'Пај — машина визуелних романа

## МУДи
- LambdaMOO има специфичан програмски језик који корисници користе да прошире систем.
- у LPMuds, LPC је коришћен да прошири систем. SWLPC је једна од варијанти.
- TinyMUCK и изводи користе језик MUF.
- ColdC је један од C-изведених MUD језика, коришћени од стране ColdMUD.
- MUME развијен и објављује свој језик Mudlle.
- DG scripts су садржински развојни скриптни језици за MUDе.

## Филмови
- Media Streams,MIT Media Labs и интервално истраживачки пројекат од стране Марка Дејвиса